# 元芳体
元芳体，原是中國中央電視台電視劇頻道播出的电视剧《神探狄仁杰》中狄仁杰的一句台词“元芳，此事你怎么看”，李元芳每次均回答，“大人，我觉得此事有蹊跷。”或“此事背后一定有一个天大的秘密。”在2012年，经过网络传播和网友改动成为“元芳，你怎么看”，此句子一般用于新闻事件的评论帖子。

## 传播
李元芳和狄仁杰的这个句子被网络传播开来之后，改成“元芳，你怎么看”，呼为“元芳体”。

## 当事人澄清
“元芳体”在网络上走红以后，当事人张子健曾接受多家媒体采访。据他透露，电视剧《神探狄仁杰》中，狄仁杰在断案时确实经常征求李元芳的意见。然而经《神探狄仁杰》剧组内部人员考证后发现，剧中狄仁杰从没有说过“元芳，此事你怎么看”这句台词，而李元芳的对答也并非“元芳体”那样千篇一律。因此，网络流传截图上的字幕“元芳，你怎么看？”均係网友恶搞；而“元芳体”本身也只是网友对于电视剧《神探狄仁杰》中台词的一种总结和发挥罢了。

## 媒体报道
- 《光明日报》专文《每个人心里都有个“元芳”》“它的流行也代表一种充满疑问的社会心态。确实，生在一个充满‘奇迹’的时代，每个人内心都充满了疑问……借‘元芳’发问，是对种种‘莫名其妙’的疑惑，也是表达意见的方式。”[4]